# Neckera hampeana
Neckera hampeana là một loài rêu trong họ Neckeraceae. Loài này được (Müll. Hal.) Müll. Hal. mô tả khoa học đầu tiên năm 1850.